# Paveletskaya Tower
La Paveletskaya Tower est un gratte-ciel de bureaux de 111 mètres de hauteur construit à Moscou de 2002 à 2003 au sein du complexe de bureaux Paveletskaya Plaza qui comporte deux autres immeubles plus petits.
L'immeuble comprend 27 étages desservis par 10 ascenseurs
L'architecte est l'agence Mosproject-2
Le promoteur ('developer') est la société Enka